# Ilse Bing
Pour les articles homonymes, voir Bing.
Ilse Bing, née le 23 mars 1899 à Francfort-sur-le-Main et morte le 10 mars 1998 à New York, est une photographe allemande. Elle a vécu et travaillé en Allemagne, puis à Paris et à New York.

## Biographie
Ilse Bing nait à Francfort le 23 mars 1899 dans une famille bourgeoise d'origine juive. La jeune fille reçoit une éducation artistique et intellectuelle poussée. Alors âgée de 14 ans, elle réalise son premier autoportrait avec une boîte Kodak. Elle commence par étudier les mathématiques et la physique à l'université de Francfort avant de se tourner vers l'histoire de l'art, son choix oscillant entre les deux matières. Elle prépare finalement un doctorat en histoire de l'art, consacré à Friedrich Gilly, et choisit de photographier elle-même les œuvres choisies en illustration, avec un Voigtländer,.
Lorsqu'elle termine ses études à l'été 1929 et abandonne sa thèse, elle se tourne entièrement vers la photographie. Elle achète aussi en 1929 son premier Leica. Cet appareil 24x36mm commercialisé par Leitz est à l'époque révolutionnaire en tous points : 36 vues d'affilée, dimension réduite, maniement aisé, éléments de contrôle situés sur le dessus du viseur, profondeur du champ, film bon marché. Cet appareil renforce son intérêt pour la photographie. Durant 20 ans, il devient son unique outil d'expression photographique. Louis-Victor Emmanuel Sougez désignera Ilse Bing sous l'intitulé : «La Reine du Leica».
Elle commence à gagner sa vie comme portraitiste et photojournaliste. Ses premiers reportages photo pour journaux illustrés datent de cette époque. Sa fréquentation de l'avant-garde de Francfort la pousse vers des thèmes proches de la Nouvelle Vision des années 1920 et de la photographie humaniste. En 1930, elle s'installe à Paris,. L'année suivante elle y travaille comme photo-reporter. Avec son Leica, elle enregistre ce qu'elle appelle «l'abstrait de la vie», dans les choses sans importance: les flaques d'eau, les feuilles mortes, les chaises des jardins publics, un mouvement, etc. Elle est restée fascinée par les éléments et structures architecturaux ainsi que par l'agitation urbaine. Elle dit se situer «à l'extrême périphérie du Bauhaus», mais réalise des images à la géométrie rigoureuse,, et n'hésite pas à recadrer ses négatifs. Elle aime également expérimenter, par exemple sur les angles de vues : plongées, contre-plongées, vues très rapprochées, etc.
Elle épouse en 1937 le pianiste Konrad Wolff (en) et, après un bref internement au camp de Gurs, émigre aux États-Unis avec lui en 1941.
Elle photographie en couleurs à partir de 1957. Elle s'arrête de travailler en 1993 à la suite d'un accident de voiture, et se consacre dès lors à la poésie, au dessin et au collage. Elle meurt cinq ans plus tard, en 1998, à New York,,.
Ilse Bing a publié dans plusieurs journaux français et à l'étranger tels Vogue, Harper's Bazaar, L'Illustration, Vu, Le monde illustré, Urbanisme, Mode à Paris, Arts et métiers graphiques, Adam...
Le 16 novembre 2009, une vente aux enchères monographique et cataloguée à Drouot-Montaigne permet aux collectionneurs, amateurs et institutions de découvrir encore plus largement son œuvre photographique en ayant la possibilité d'acquérir des tirages d'époque. Plus de 500 épreuves ont été présentées par l'expert Christophe Goeury avec l'étude Millon/Cornette de Saint Cyr au cours d'une soirée où les enchères s'envolèrent, asseyant ainsi la reconnaissance et par là même la cote de la photographe sur le marché de l'art.

## Collections
- Victoria and Albert Museum, Londres[9].
- Museum of Modern Art (MoMA), New York[10].
- Musée des beaux-arts du Canada, Ottawa[11].

## Expositions

### Expositions personnelles
- 1939 : Ilse Bing, Galerie Chasseurs d'images, Paris.
- 1942 : Wildenstein Gallery, New York.
- 2 - 9 juin 1947 : Ilse Bing : visages et enfants des Etats-Unis, Galerie de l'Arc-en-ciel, Paris.
- 1948 : Ilse Bing Photographs, Brooklyn Museum, New York.
- 2 - 22 juin 1950 : Ilse Bing: études photographiques, New York, 1947-1950, Galerie-librairie Palmes, Paris
- juillet 1950 : Ilse Bing, Galerie Parès, Paris.
- 4 - 30 octobre 1951 : Ilse Bing Photographs 1931-1951, New York Public Library, New York.
- 1955 : Ilse Bing Photographs, New York Public Library, New York.
- 28 janvier - 28 février 1959 : Ilse Bing : an exhibition of color photography, Designer's Gallery, San Francisco.
- décembre 1976 - janvier 1977 : Ilse Bing, The Witkin Gallery, New York[1].
- novembre 1982 : Ilse Bing. Photographies 1929-1955. Femmes de l'enfance à la vieillesse, La Galerie des Femmes, Paris, dans le cadre du Mois de la photo.
- 1987-1988 : Ilse Bing : Paris, 1931-1952, Musée Carnavalet, Paris[12].
- 13 avril - 9 juin 1996 : Ilse Bing : Fotografien, 1929-1956, Musée Suermondt-Ludwig, Aix-la-Chapelle[13].
- 2019 : Ilse Bing (1899-1998): Fotografien, Galerie Berinson, Berlin.
- 2020 : Ilse Bing: Paris and Beyond, F11 Foto Museum, Hong Kong.
- 2020 : Ilse Bing: Queen of the Leica, Cleveland Museum of Art, Cleveland.

### Expositions collectives
- 16 janvier - 1er mars 1936 : Exposition internationale de la photographie contemporaine, Musée des arts décoratifs, Paris.
- 1937 : Photography 1839-1937, Museum of Modern Art (MoMA), New York.
- 14 janvier - 24 février 1943 : Art in exile, New York Public Library, New York.
- mai - juillet 1976 : New acquisitions, Museum of Modern Art (MoMA), New York.
- été 1978 : New Acquisitions, Art Institute of Chicago, Chicago.
- 3 novembre - 17 décembre 1978 : Diverse images. Photographs from the New Orleans Museum of Art, Musée d'Art de La Nouvelle-Orléans.
- 1981 : San Francisco Museum of Modern Art, San Francisco, "Facets of the collection : Portrait of Artists", 16 janvier-8 mars
- 8 juillet - 14 septembre 1981 : Autoportraits photographiques 1898-1981, Musée national d'Art moderne, Centre Georges-Pompidou, Paris.
- 3 avril - 7 juin 1998 : Les femmes photographes de la nouvelle vision en France, 1920-1940, Hôtel de Sully, Paris[14]

puis 19 juin - 13 septembre 1998 : Musée Nicéphore-Niépce, Chalon-sur-Saône ; octobre - novembre 1998 : Musée de l'ancien Évêché, Évreux.
- 2015-2016 : Qui a peur des femmes photographes ? 1918-1945, Musée d'Orsay, Paris[15]
- 2021 : The New Woman Behind the Camera, Metropolitan Museum of Art (The Met), New York[16].